# Pinus arizonica
Espèce
Taxons de rang inférieur
- Pinus arizonica var. arizonica (autonyme)
- Pinus arizonica var. cooperi (C.E.Blanco) Farjon, 1998[1]
- Pinus arizonica var. stormiae Martínez, 1945[1]

Statut de conservation UICN

 LC  : Préoccupation mineure
Le Pin de l'Arizona, Pinus arizonica, est une espèce d’arbres conifères de la famille des Pinaceae.

## Répartition
Pinus arizonica se trouve au Mexique et dans le sud-ouest des États-Unis.

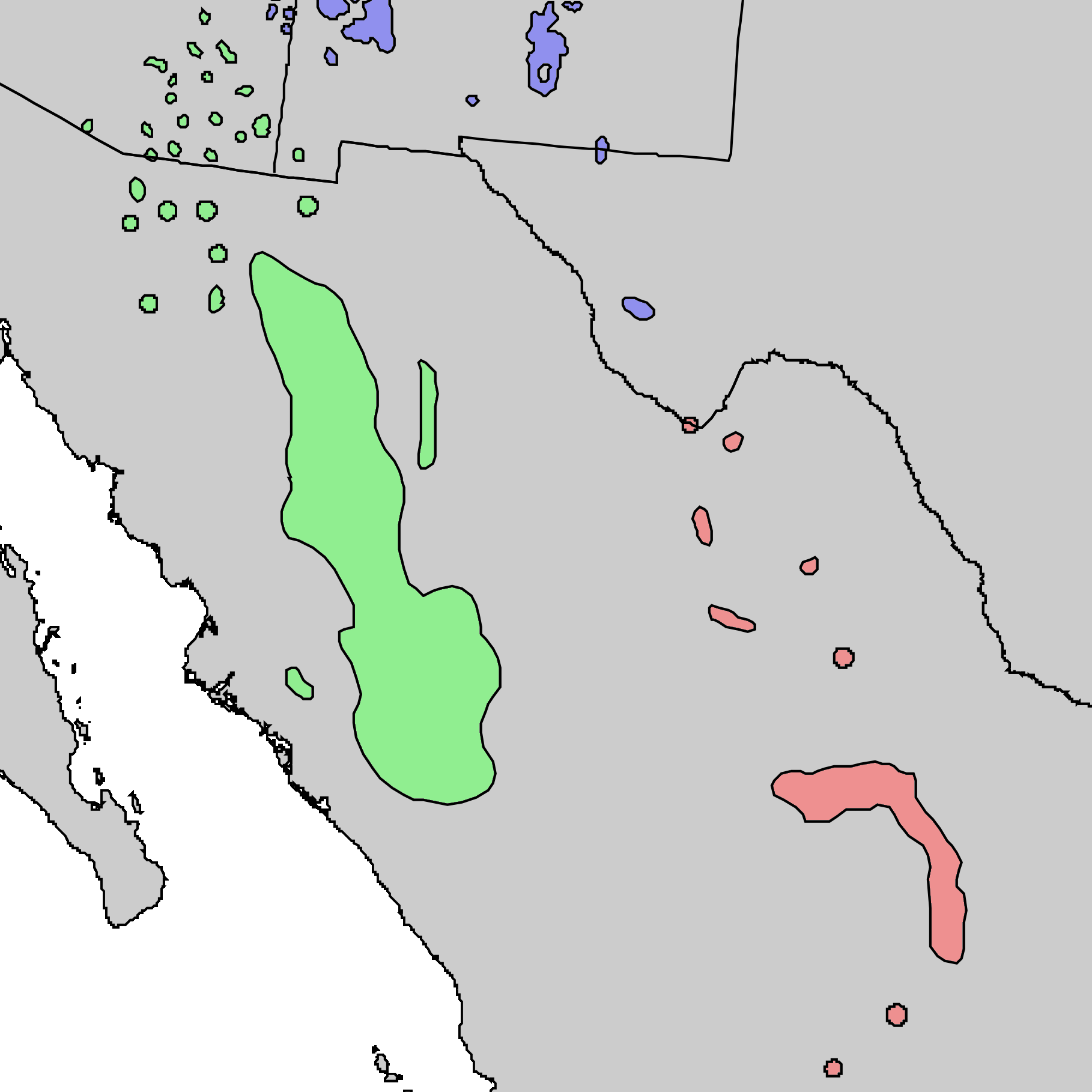
Carte de répartition des variétés de Pinus arizonica : en vert, Pinus arizonica var. arizonica ; en rouge, Pinus arizonica var. stormiae (et en bleu, une autre espèce : Pinus ponderosa subsp. brachyptera).
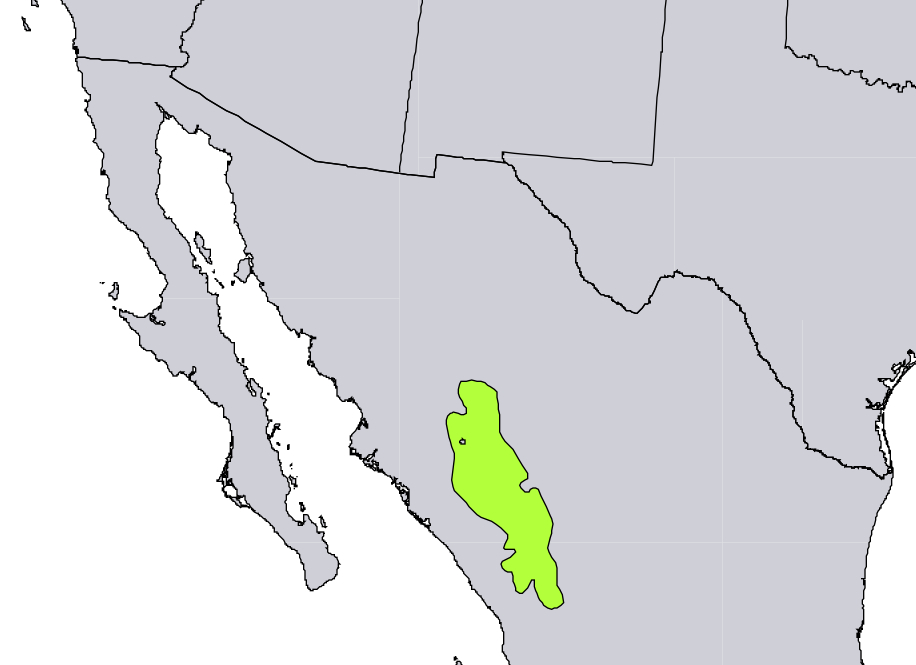
Carte de répartition de Pinus arizonica var. cooperi

## Liste des variétés
Selon Catalogue of Life (8 août 2014) et Tropicos (8 août 2014) :
- variété Pinus arizonica var. arizonica
- variété Pinus arizonica var. cooperi (C.E. Blanco) Farjon
- variété Pinus arizonica var. stormiae Martínez

Selon World Checklist of Selected Plant Families (WCSP) (8 août 2014) :
- variété Pinus arizonica var. arizonica
- variété Pinus arizonica var. ornelasii (Martínez)
- variété Pinus arizonica var. stormiae Martínez (1945)

Selon The Plant List (8 août 2014) :
- variété Pinus arizonica var. stormiae Martínez